# Varsány, Nógrád
Varsány  este un sat în districtul Szécsény, județul Nógrád, Ungaria, având o populație de 1.691 de locuitori (2011). 

## Demografie
Componența etnică a satului Varsány
     Maghiari (86,3%)
     Romi (13,37%)
     Necunoscut (0,33%)
     Alții (0,33%)
Componența confesională a satului Varsány
     Romano-catolici (84,03%)
     Fără religie (1,18%)
     Necunoscută (13,96%)
     Alte religii (1,01%)
Conform recensământului din 2011, satul Varsány avea 1.691 de locuitori. Din punct de vedere etnic, majoritatea locuitorilor (86,3%) erau maghiari, cu o minoritate de romi (13,37%). Apartenența etnică nu este cunoscută în cazul a 0,33% din locuitori.  Din punct de vedere confesional, majoritatea locuitorilor (84,03%) erau romano-catolici, cu o minoritate de persoane fără religie (1,18%). Pentru 13,96% din locuitori nu este cunoscută apartenența confesională.